# Longin Szparaga

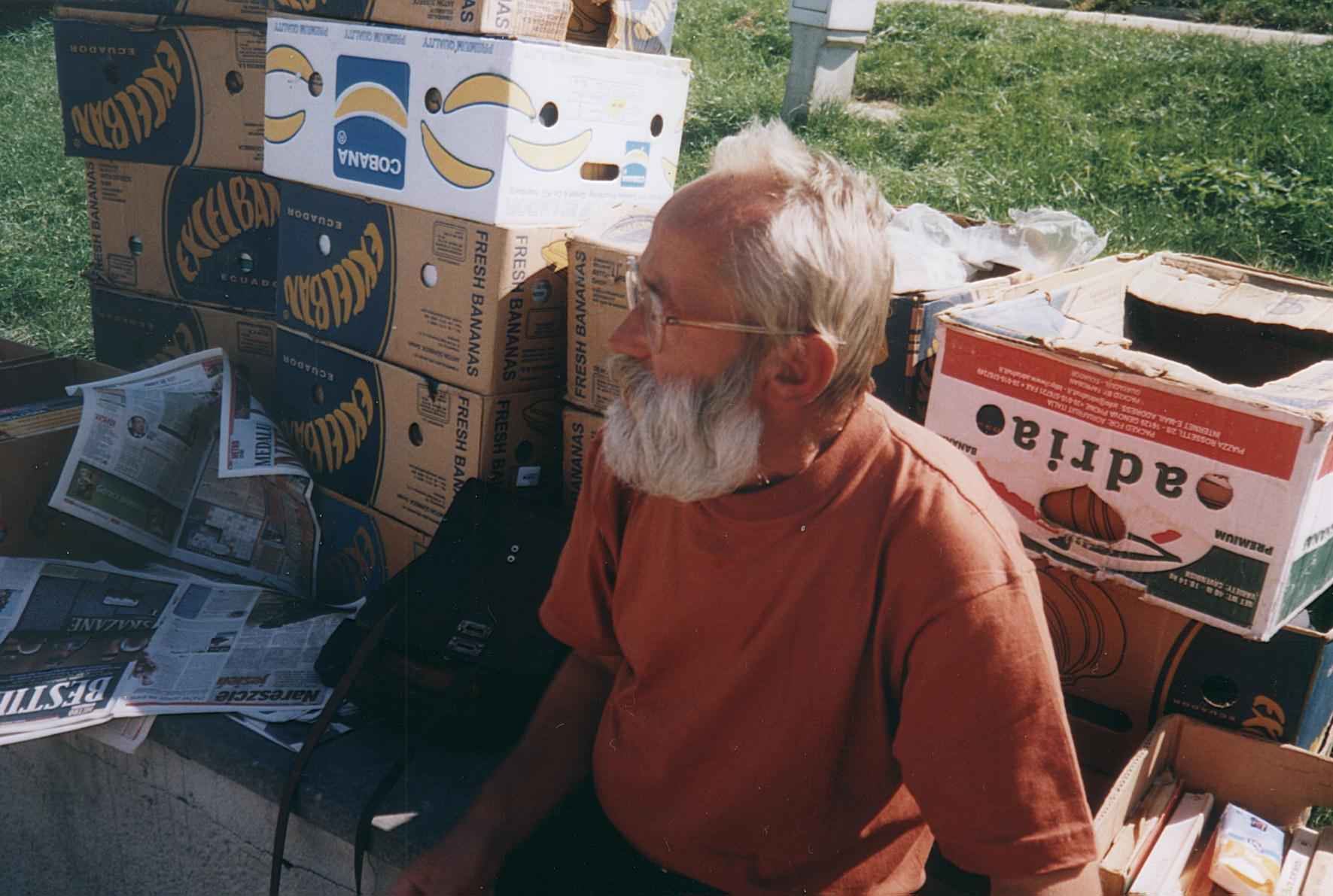
Longin Szparaga

Longin Szparaga (ur. 1953 w Szydłowcu, zm. 10/11 września 2006 w Lublinie) – poeta i teoretyk literatury, członek grupy artystycznej Ogród/Ogród-2. Absolwent polonistyki na Katolickim Uniwersytecie Lubelskim
Współpracował z Komitetem Obrony Robotników oraz Polskim Towarzystwem Higieny Psychicznej Pracował jako nauczyciel.  Działał w nauczycielskiej "Solidarności" i Unii Wolności. Uczestniczył we wszystkich trzech, wydanych w latach 90., tomikach "Ogrodu/Ogrodu-2".
Zmarł na wylew krwi do mózgu.